# 恋のロンドン狂騒曲
『恋のロンドン狂騒曲』（こいのロンドンきょうそうきょく、You Will Meet a Tall Dark Stranger）は、2010年のスペイン・アメリカ合衆国合作のコメディ・ドラマ映画。ウディ・アレン監督・脚本、アントニオ・バンデラス、ジョシュ・ブローリン、アンソニー・ホプキンス、ジェマ・ジョーンズ、フリーダ・ピントー、ルーシー・パンチ、ナオミ・ワッツ、ロジャー・アシュトン＝グリフィス、ポーリーン・コリンズ出演。2010年5月15日に第63回カンヌ国際映画祭で非コンペティション作品としてプレミア上映された。

## キャスト
- グレッグ・クレメンテ - アントニオ・バンデラス： 画廊経営者。
- ロイ・チャニング - ジョシュ・ブローリン： 売れない作家。アメリカ人。
- アルフィ・シェプリッジ - アンソニー・ホプキンス： 若さに執着する老人。
- ヘレナ・シェプリッジ - ジェマ・ジョーンズ： アルフィの元妻。結婚前は舞台の衣裳係。
- ディア - フリーダ・ピントー： ロイの向かいに住むエキゾチックな美女。
- シャーメイン・フォックス - ルーシー・パンチ： コールガール。アルフィの後妻に。
- サリー・チャニング - ナオミ・ワッツ： ロイの妻。アルフィとヘレナの娘。グレッグの部下。
- ジョナサン・ワンチ - ロジャー・アシュトン＝グリフィス（英語版）： オカルトショップの経営者。
- ヘンリー・ストラングラー - ユエン・ブレムナー： ロイのポーカー仲間で作家志望の男。
- アラン - ニール・ジャクソン（英語版）： ディアの婚約者。
- イーニド・ウィクロー - セリア・イムリー（英語版）： ジョナサンの甥ピーターの妻。ジョナサンをヘレナに紹介。
- クリスタル - ポーリーン・コリンズ： 占い師。
- アイリス - アンナ・フリエル： サリーの旧友で売り出し中の画家。
- ディアの母 - ミーラ・サイアル（英語版）
- ディアの父 - アヌパム・カー： 書評家。翻訳家。
- アランの妹 - ナタリー・ウォルター（英語版）
- ロイのポーカー仲間 - クリスチャン・マッケイ
- ロイのポーカー仲間 - フィリップ・グレニスター（英語版）
- レイ - テオ・ジェームズ： スポーツジムでシャーメインを口説いた若い男。

## 製作
当初、主役の一人としてニコール・キッドマンを起用する予定であったが、『ラビット・ホール』とスケジュールが競合したため断念された。彼女の代わりにはルーシー・パンチが選ばれた。

## 評価
Rotten Tomatoesでは121件のレビューで支持率は46%となった。またMetacriticでは28件のレビューで加重平均値は51/100となった。